# 北上西インターチェンジ
北上西インターチェンジ（きたかみにしインターチェンジ）は、岩手県北上市にある秋田自動車道のインターチェンジである。

## 概要
半ダイヤモンドICであるため、料金所から下り線への進入の際には一時停止する必要がある。

## 構造
平面Y型

## 道路

### 本線
- E46 秋田自動車道（1番）

### 接続する道路
- 直接接続
  - 岩手県道47号北上西インター線
- 間接接続
  - 国道107号
  - 岩手県道37号花巻平泉線
  - 岩手県道225号北上和賀線

## 料金所
- ブース数：4

### 入口
- ブース数：2
  - ETC専用：1
  - 一般：1

### 出口
- ブース数：2
  - ETC専用：1
  - 一般：1

## 周辺
- 夏油温泉
- 夏油高原スキー場

## 隣
E46 秋田自動車道
(37)北上JCT - (1)北上西IC - 錦秋湖SA - (2)湯田IC